# Élisabeth Roudinesco
Pour les articles homonymes, voir Roudinesco.
Élisabeth Roudinesco, née le 10 septembre 1944 à Paris, est une universitaire, historienne de la  psychanalyse française.
Biographe de Jacques Lacan et de Sigmund Freud, elle est co-autrice, avec Michel Plon, d'un dictionnaire de psychanalyse.
Elle est lauréate du Prix 1996 du meilleur livre de la Société française d'histoire de la médecine pour son ouvrage Généalogies, elle a également reçu le Prix Décembre 2014, puis le Prix des prix littéraires 2014, pour sa biographie Sigmund Freud en son temps et dans le nôtre.
En une vingtaine d'ouvrages, elle a abordé les liens entre psychanalyse, histoire, littérature, philosophie, pervers et perversion, féminisme, révolution française, judaïsme et les courants identitaires.

## Biographie
Elle naît dans le 12e arrondissement de Paris. Son père, Alexandre Roudinesco, est médecin « républicain, laïque et assimilationniste » d'origine roumaine. Sa mère, Jenny Aubry (1903-1987), née Weiss, est une neuropédiatre et psychanalyste française.
La famille Weiss appartenait à la bourgeoisie protestante et alsacienne. La journaliste et écrivaine féministe, Louise Weiss, est la sœur de Jenny. La famille maternelle de Jenny Weiss, la famille Javal, était une grande famille parisienne (d'origine alsacienne) juive acquise aux idéaux des Lumières et aux valeurs de la République.
Élisabeth Roudinesco épouse Michel Favart en 1966 puis divorce en 1969. Elle est l'épouse de l'éditeur Olivier Bétourné (dont elle est la compagne depuis 1986[réf. souhaitée]), PDG actuel de la maison d'édition du Seuil. Le mariage a été célébré le 29 septembre 2017.
En 2018, elle se porte candidate à l'Académie française. Elle retire sa candidature quelques jours après.
Le 9 mars 2021, elle fonde, avec Olivier Bétourné, l'Institut Histoire et Lumières de la Pensée, qui tient son premier conseil d'administration le 17 mars 2021 et annonce la création d'un prix littéraire récompensant un ouvrage de non-fiction : le Prix de la Contre-Allée, décerné chaque année à partir de mars 2022.

### Parcours scolaire et universitaire
Élisabeth Roudinesco effectue ses études secondaires d'abord au lycée Racine (Paris) puis, à partir de la première, au collège Sévigné,. Après avoir été enseignante en Algérie au centre de Boumerdès en 1966 et 1967, elle poursuit ses études supérieures à la Sorbonne où elle obtient une licence de lettres modernes, avec une option linguistique, puis une maîtrise de lettres modernes préparée sous la direction de Tzvetan Todorov à l’université Paris-VIII. Elle a été élève de Gilles Deleuze et en 1969 de Michel de Certeau qui l'a encouragée à écrire une histoire de la psychanalyse et a suivi un an de cours avec Michel Foucault,.
Elle soutient en 1974 à l’université de Paris 8 une thèse de 3e cycle en littérature française, intitulée Inscription du désir et roman du sujet, sous la direction de Jean Levaillant.
En 1991, elle soutient son habilitation à diriger des recherches (HDR) en lettres et sciences humaines, sous la direction de Michelle Perrot, à l'université de Paris 7, en présentant un dossier de recherche intitulé : Études d'histoire du freudisme : origines, invention doctrinale, mouvement institutionnel et implications dans la culture du XXe siècle.
Elle donne, depuis 1991, un séminaire sur l'histoire de la psychanalyse dans le cadre de l'École doctorale du département d'histoire de l'université Paris VII-Denis-Diderot (UFR de géographie, histoire, et sciences de la société, GHSS). Ce séminaire est rattaché depuis la rentrée 2011, au département d'histoire de l'École normale supérieure de la rue d'Ulm.
De 2001 à 2007, elle est chargée de conférences à l’École pratique des hautes études, IVe section. En 2007-2008, elle est intégrée à l'équipe d'accueil de Jacques Le Rider et Esther Benbassa à la Ve section de l'EPHE.
Elle tient un séminaire sur la question des médecines de l'âme depuis 1991 ; et, depuis 2009, désormais conjoint avec l'École normale supérieure de la Rue d'Ulm[réf. nécessaire].

### Parcours psychanalytique
Enfant, elle fait une cure de quelques mois chez Françoise Dolto. Elle s'intéresse tout d'abord à la psychanalyse sans avoir elle-même suivi une psychanalyse, puis en poursuit une avec Octave Mannoni. En 1969 elle entre à l’École freudienne de Paris, fondée par Jacques Lacan, où elle achève sa formation psychanalytique et en restera membre jusqu'à sa dissolution en 1981,.

### Collaboration journalistique
Elle fait partie de 1969 à 1979, du comité de rédaction de la revue Action poétique dirigée par Henri Deluy. Par ailleurs elle participe à la rédaction du journal Libération de 1986 à 1996. En 1996, elle cesse sa collaboration avec Libération pour donner ses textes au journal Le Monde.

### Télévision
En tant qu'historienne, elle a participé à l'émission Secrets d'Histoire consacrée à des figures féminines de la Révolution française, intitulée Les femmes de la Révolution, diffusée le 12 juillet 2016 sur France 2.

## Titres et fonctions
- Titulaire d'une habilitation à diriger les recherches, enseignante associée à Paris-7 depuis 1991, où elle tient un séminaire sur l'histoire de la psychanalyse au département d'histoire de l'université Paris VII-Denis-Diderot, UFR de Géographie, Histoire, et Sciences de la Société[23] depuis 1991. Hébergée depuis 2008 à l'ENS - Rue d'Ulm ; d'abord, au Centre international d’étude de la philosophie française contemporaine, dirigé, alors, par Alain Badiou et ensuite au département d'histoire, dirigé par Gilles Pécout.
- Chargée de conférences à l'École des hautes études en sciences sociales - EHESS (1992-1996)
- Chargée de conférences à l'École pratique des hautes études - EPHE (2001-2008)
- Honorary Visiting Professor, université de Roehampton (Londres)[24] depuis 2007.
- Membre du conseil d’administration de la Fondation pour la recherche en psychiatrie depuis 2006[25].
- Présidente de la Société internationale d'histoire de la psychiatrie et de la psychanalyse (SIHPP) depuis 2007[26].
- Membre du comité de lecture de la revue Cliniques méditerranéennes depuis 2004.
- Membre du comité éditorial (Editorial Advisory Board) de la revue History of Psychiatry, sous la direction de G. E. Berrios (en), publiée chez Sage Publications[27].

## Travaux

### Orientation et méthodologie
Cette section ne s'appuie pas, ou pas assez, sur des sources secondaires ou tertiaires indépendantes du sujet. Le texte peut contenir des analyses inexactes ou inédites de sources primaires.
Pour l'améliorer, ajoutez-en, ou placez des modèles {{Source secondaire souhaitée}} ou {{Source secondaire nécessaire}} sur les passages mal sourcés. (novembre 2024)
Les premiers travaux d’Élisabeth Roudinesco remontent aux années 1970, avec la publication d’articles de critique littéraire sur Raymond Roussel, Antonin Artaud, Bertolt Brecht ou Louis-Ferdinand Céline : tout en évitant la psychobiographie, c'est-à-dire la psychologisation de l’œuvre littéraire par l’étude clinique du comportement de l’auteur, ils montrent, par la mise en relation d’une trajectoire singulière et d'une œuvre, qu'un pan entier de la littérature du XXe siècle est habitée par l’histoire du freudisme et d'une médecine mentale issue des théories de l’hérédité-dégénérescence.
C’est en 1979 qu’Élisabeth Roudinesco s’oriente vers la rédaction d’une histoire de la psychanalyse en France. À cette époque, le principal modèle est encore celui de la biographie. Il répond à la situation du mouvement psychanalytique qui est encore, du point de vue des archives, des documents et des sources, sous la domination des héritiers de Freud. Les recherches sont alors marquées par un courant historiographique selon lequel le modèle biographique (centré sur la notion de « père fondateur ») correspond à l’essence même de toute quête des origines. Néanmoins, ce modèle se trouve déjà en déclin depuis l’émergence d’une histoire savante et notamment depuis la parution en 1970 du livre d’Henri Ellenberger : Histoire de la découverte de l’inconscient. Élisabeth Roudinesco fait rééditer cet ouvrage, en 1994, réédition dont elle écrit la préface.
Des thèses d’Ellenberger, Élisabeth Roudinesco conserve plusieurs lignes directrices, mais elle y ajoute une méthodologie issue des travaux de l’école française : Georges Canguilhem et Michel Foucault ; ainsi, l’étude des systèmes de pensée devient celle des formes dans lesquelles, à une époque donnée, les savoirs se singularisent, prennent leur équilibre et entrent en communication : une histoire des hommes qui pensent et des systèmes qui s’entrecroisent, mais aussi une analyse critique de la notion de conscience et de sujet de la connaissance. Roudinesco commente l'article de Canguilhem Qu'est-ce que la psychologie ? et le considère comme un texte important pour cette discipline.

### Sur Lacan
En 1993, elle consacre une biographie à Jacques Lacan, interprète d’un freudisme originel né à Vienne à la fin du XIXe siècle : marqué dès 1938 par le sentiment généralisé d’un déclin du patriarcat, Lacan a eu comme Freud, et contre l’école anglaise, le souci de revaloriser la place du père dans la société occidentale, sous la forme d’une fonction symbolique ; Élisabeth Roudinesco met en évidence que, bien que Freud soit rétif à toute perspective philosophique, Lacan a introduit des éléments de la philosophie allemande (Hegel, Nietzsche, Heidegger) dans la doctrine freudienne, tout en permettant de l'extraire définitivement de toute tentation biologisante pour, à partir de méthodes structuralistes empruntées à Saussure, Roman Jacobson et Lévi-Strauss l’orienter vers la primauté du langage et du sujet.

### Implantation du freudisme
L’étude de la mélancolie de Théroigne de Méricourt, pionnière du féminisme, et cas célèbre dans les annales de l’aliénisme — elle a été « observée » par Esquirol à la Salpêtrière — permet à Élisabeth Roudinesco de montrer l’importance du paradigme de la Révolution pour la situation du freudisme français tout en insistant sur la nécessité d’inclure l’analyse des patients à celle des doctrines comme un élément décisif de la constitution du discours de la psychopathologie psychanalytique.
Selon Élisabeth Roudinesco, la France est le seul pays où ont été réunies, sur une longue durée, toutes les conditions nécessaires à une implantation réussie du freudisme comme mouvement et comme système de pensée dans la vie culturelle et scientifique. L’origine de cette situation privilégiée remonte, dit-elle, à la Révolution de 1789, qui a doté d’une légitimité scientifique et juridique le regard de la raison sur la folie, donnant naissance à l’institution asilaire, puis à l’affaire Dreyfus, qui a précipité l’avènement d’une conscience de soi de la classe intellectuelle. En se désignant comme avant-garde, celle-ci a fait fructifier des idées novatrices. S’ajoute à cela la naissance de la modernité littéraire, à travers Baudelaire, Rimbaud et Lautréamont, qui ont énoncé, dans une écriture nouvelle, le projet de changer l’homme à partir du « Je est un autre ».
D’après elle, les conditions de l’implantation géographique des idées freudiennes et d’un mouvement psychanalytique sont, d’une part, l'existence préalable d’un savoir psychiatrique, c’est-à-dire une conception de la folie capable de distinguer la notion de maladie mentale en tant que catégorie rationnelle distincte de toute idée surnaturelle ou religieuse, et, d'autre part, l’existence d’un État de droit garantie de libertés à même de permettre un enseignement freudien.
L’absence d’un seul de ces éléments, ou des deux à la fois, explique la non-implantation ou la disparition du freudisme dans les pays de dictature inspirées du nazisme ou du communisme, ainsi que dans les régions du monde marquées par l’islam ou par une organisation communautaire tribale. Élisabeth Roudinesco note par ailleurs que les dictatures militaires, étant de type différent des deux systèmes totalitaires qui l’ont détruite en Europe, n’ont pas empêché l’expansion de la psychanalyse en Amérique latine (notamment au Brésil et en Argentine). Les régimes de type « caudilliste » ne se sont en effet pas conduits en « exterminateurs » de la psychanalyse, ils ne l’ont pas éliminée en tant que « science juive », ni en tant que « science bourgeoise ».

### Dictionnaire de la psychanalyse
En collaboration avec Michel Plon, Élisabeth Roudinesco est également l'auteur d'un Dictionnaire de psychanalyse qui met à jour les fondements conceptuels et historiques de la discipline.

## Prises de positions
Élisabeth Roudinesco est membre du Parti communiste de 1971 à 1979, se définit depuis comme progressiste et vote « en principe pour le Parti socialiste ».
Elle prend, à partir de 1997, des positions politiques publiques en faveur des droits des couples homosexuels à adopter des enfants.
Elle s'oppose à la discrimination positive (contre l'association "les Chiennes de garde", notamment). Elle est favorable à l'interdiction du port du voile islamique à l'école. Elle prend position dans de nombreux débats sur la laïcité, le clonage, la génétique, l'inné et l'acquis. Par ailleurs, elle critique l'expertise collective et scientifique de l'INSERM notamment du fait que les formations cliniques se réclamant de la psychanalyse seraient, selon elle, « désormais menacées par des experts issus de la psychologie expérimentale ou cognitive ».
Elle s'exprime également contre l'antispécisme, qui selon elle « repose sur une inversion des lois de la nature conduisant à faire de l'homme, non pas un être identique à l'animal, mais le représentant d'une espèce... inférieure à celle de l'animal : un sous-animal en quelque sorte,. ».
Elle déclare, dans l'émission télévisée Quotidien, en mars 2021 : « il n'y a pas un troisième sexe. Il y a une bisexualité, il y a un genre. Le transgenre a été inventé à partir de personnes qui avaient des problèmes avec l'identité, ce qu'on a appelé le transexualisme. Il ne faut pas les discriminer, ça existe, mais je trouve qu'il y a un peu une épidémie de transgenres. Il y en a beaucoup trop ». Une plainte est déposée, par trois députés qui estiment les propos transphobes, au CSA qui ne juge pas pour sa part : « que leur auteure ait entendu encourager à des comportements discriminatoires envers les personnes transgenres » au sein « d’un débat d’intérêt général sur la transidentité, notamment des mineurs »,. Dans une interview dans L'Opinion à la suite de l'émission, elle déclare qu'elle a « soutenu le mariage homosexuel, la PMA [...] [a] signé des pétitions et prononcé des discours contre la transphobie », mais qu'elle « tient à ce que la demande de transition des mineurs, en constante augmentation, soit examinée avec prudence », et que « le rapport bénéfices/risques des traitements, voire de la chirurgie avec amputation des seins, phalloplastie, etc., est loin d’être évident. Le recul a permis de constater que la plupart des jeunes patients n’étaient pas transgenres mais qu’il s’agissait d’un état passager. Certains ont porté plainte contre la clinique ». Élisabeth Roudinesco se prononce pour l'interdiction des traitements hormonaux et bloqueurs de puberté avant 16 ans, interdiction décidée en Suède et en Grand-Bretagne, et ajoute qu'« on ne peut pas considérer qu’un enfant de 8 ans a un consentement éclairé. Comment peut-on voter une loi fixant un seuil de non-consentement sexuel à 15 ans et ne pas en tenir compte pour d’autres atteintes au corps ? ».

## Réception
John Forrester, directeur du département d'histoire et de philosophie des sciences de l'université de Cambridge, indique en 1998 que « l'histoire d'Élisabeth Roudinesco est de loin l'histoire générale d'une culture psychanalytique la plus complète et subtile faite à ce jour. Seule la somme des recherches portant sur les débuts de l'enthousiasme américain pour Freud […] supporte la comparaison » (à savoir, le premier volume de Nathan Hale sur l'histoire de la psychanalyse aux États-Unis).
Selon Franck Chaumon et Frédéric Gros, en 2007, « si ses travaux d’historienne font autorité dans la communauté psychanalytique, ses prises de position dans le champ intellectuel suscitent souvent les débats les plus vifs. [...] Ses écrits témoignent de ce double parti pris d’historienne et d’intellectuelle engagée dans les débats de son temps. Sa notoriété d’historienne de la psychanalyse lui fut acquise par le coup d’éclat de son Histoire de la psychanalyse en France (1982), qui fit date dans la littérature internationale, et de nombreux travaux ont confirmé sa place originale dans ce domaine et dans l’université française et les sociétés savantes. »
Nathalie Jaudel, publie en 2014, La légende noire de Jacques Lacan : Élisabeth Roudinesco et sa méthode historique, dans lequel elle remet en cause les choix biographiques opérés dans sa biographie de Jacques Lacan.

## Publications

### Ouvrages
Ses ouvrages sont traduits en dix-sept langues.
- Pour une politique de la psychanalyse, Paris : La Découverte, 1977
- Histoire de la psychanalyse en France, vol. 1, Paris : Le Seuil, 1982 (réédition Fayard 1994)
- Histoire de la psychanalyse en France, vol. 2, Paris : Le Seuil, 1986 (réédition Fayard 1994)
- Théroigne de Méricourt. Une femme mélancolique sous la Révolution, Paris : Le Seuil, 1989 ; Albin Michel, 2010
- Jacques Lacan. Esquisse d'une vie, histoire d'un système de pensée, Paris : Fayard, 1993
- Généalogies, Paris : Fayard, 1994
- Pourquoi la psychanalyse ?, Paris : Fayard, 1999
- L'analyse, l'archive, Paris : Bibliothèque Nationale de France, 2001
- La Famille en désordre, Paris : Fayard, 2002
- Le Patient, le thérapeute et l'État, Paris : Fayard, 2004
- Philosophes dans la tourmente (Canguilhem, Sartre, Foucault, Althusser, Deleuze, Derrida), Paris : Fayard, 2005
- La part obscure de nous-mêmes : une histoire des pervers, Paris : Albin Michel, 2007
- Retour sur la question juive, Albin Michel, Paris, 2009
- Mais pourquoi tant de haine ?, Paris, Seuil, mai 2010
- Lacan, envers et contre tout, Paris, Seuil, septembre 2011
- Lacan. Passé, présent. Dialogues, avec Alain Badiou Paris, Seuil, 2012.
- Sigmund Freud en son temps et dans le nôtre, Paris, Seuil, 2014,  (ISBN 978-2-02-118379-5) — Prix Décembre 2014 et Prix des prix littéraires 2014.
- Dictionnaire amoureux de la psychanalyse, Plon, 2017.
- Soi-même comme un roi, Essai sur les dérives identitaires Paris, Le Seuil, 2021.

### Ouvrages en collaboration ou réédités par Élisabeth Roudinesco
- Penser la folie, Essais sur Michel Foucault, Collectif et Société internationale d'histoire de la psychiatrie et de la psychanalyse. Colloque : 1991 : Grand Amphithéâtre de Sainte-Anne, Galilée, Débats, 9 septembre 1992
- Médecines de l'âme. Essais d'histoire de la folie et des guérisons psychiques (textes réunis par Henri F. Ellenberger, Paris : Fayard (coll. Histoire de la pensée), 4 octobre 1995
- Dictionnaire de la psychanalyse, avec Michel Plon, Paris : Fayard, 1997 (réédité en 2000 puis en 2006)
- Actualité de Georges Canguilhem, Société internationale d'histoire de la psychiatrie et de la psychanalyse. Colloque 10e : 1993 : Paris, France, Georges Canguilhem, François Bing, Jean-Francois Braustein, Élisabeth Roudinesco, Les empêcheurs de tourner en rond, 24 novembre 1998
- Psychothérapie d'un indien des plaines. Réalité et rêve, (Georges Devereux), Paris : Fayard (coll. Histoire de la pensée), 18 mars 2000
- Au-delà du conscient. Histoire illustrée de la psychiatrie et de la psychanalyse, (Pierre Morel, Jean-Pierre Bourgeron et Élisabeth Roudinesco), Paris : Hazan, 12 septembre 2000
- Le Psychologue surpris, (Theodor Reik, rééd. : Élisabeth Roudinesco), Paris : Denoël (coll. « Espace analytique »), 23 mai 2001
- De quoi demain… Dialogue, (Jacques Derrida et Élisabeth Roudinesco), Paris : Fayard, 12 septembre 2001
- Histoire de la découverte de l'inconscient, Henri F. Ellenberger, Paris : Fayard, 1er juillet 2002
- Psychanalyse des enfants séparés : Études cliniques, 1952-1986, de Jenny Aubry, Élisabeth Roudinesco (Préface), Denoel, l'espace analytique, 2 octobre 2003
- Pour une éthique commune : Médecine, psychiatrie et psychanalyse, de Edouard Azouri, Sélim Abou, Élisabeth Roudinesco, Chawki Azouri, Collectif, Campagne Première, colloque de l'université Saint-Joseph, Beyrouth, octobre 2003
- Notre cœur tend vers le Sud : Correspondance de voyage 1895-1923, de Sigmund Freud, Élisabeth Roudinesco (Préface), Jean-Claude Capèle (Traduction), Fayard, Histoire de la Pensée, mars 2005
- Pourquoi tant de haine ? : Anatomie du « Livre noir de la psychanalyse », Élisabeth Roudinesco, Jean-Pierre Sueur, Roland Gori, Pierre Delion, Jack Ralite, Navarin Éditeur, Paris, octobre 2005
- Entrée « Psychoanalysis » in Lawrence D. Kritzman (en) dir., The Columbia History of Twentieth-Century French Thought, Columbia University Press, New-York, janvier 2006
- participation à l'ouvrage collectif Qu'est-ce que la gauche ?, Fayard, 2017.

### Livre audio
- Histoire de la psychanalyse en France, lu par Élisabeth Roudinesco et Michael Lonsdale, éditions des femmes, coll. « Bibliothèque des voix », 1990.

## Exposition
- La Psychanalyse 1 et 2. Commissaire scientifique : Élisabeth Roudinesco. Auteur : Yann Diener. Réalisée par Anne Parian pour l’ADPF, ministère des Affaires étrangères, 2002

## Filmographie
- Sigmund Freud. L’invention de la psychanalyse, en collaboration avec Élisabeth Kapnist, 1997. Premier documentaire mondial. Réalisé à partir d’archives inédites et avec la participation d’universitaires de plusieurs pays : Peter Gay, Yosef Hayim Yerushalmi (États-Unis), Riccardo Steiner (Grande-Bretagne), Regine Lockot (Allemagne), Jean Clair (France). 110 minutes. France 3 / ARTE
- Chercheurs de notre temps : Élisabeth Roudinesco, entretien d’une heure avec Élisabeth Roudinesco conçu par Dominique Bollinger, réalisé par Philippe Miquel, produit par le Centre de documentation pédagogique, 1999
- Jacques Lacan, la psychanalyse réinventée, film documentaire d’une heure pour la télévision (ARTE), écrit par Élisabeth Roudinesco en collaboration avec Élisabeth Kapnist, réalisé par Élisabeth Kapnist, produit par l’INA.

## Distinctions
Le 29 mars 2013, elle est nommée au grade de chevalier dans l'ordre national de la Légion d'honneur au titre de « écrivaine, historienne, psychanalyste ; 44 ans de services ». François Hollande lui remet la décoration en septembre 2013. Lors de cette remise collective de décorations, le président François Hollande salue « l'œuvre de l'historienne et psychanalyste et son combat “contre le prétendu dépistage de la délinquance précoce chez les enfants de moins de trois” ans ». Le président faisait allusion à la présence d'Élisabeth Roudinesco parmi les dizaines de milliers de signataires de la pétition Pas de zéro de conduite pour les enfants de trois ans mise en ligne le 29 janvier 2006.
- Officier de l'ordre national du mérite[52]